# Tibor Taraš
Tibor Taraš (* 24. September 1997 in Köln) ist ein ehemaliger deutscher Basketballspieler.

## Werdegang
Mit neun Jahren kam er in seiner Heimatstadt Köln zum Basketball. 2013 wechselte er von der Jugendabteilung der Köln 99ers zum TSV Breitengüßbach, der dem Bundesligisten Brose Bamberg als Nachwuchsentwickler dient. Zunächst spielte Taraš in der Jugend sowie in der 1. Regionalliga für Breitengüßbach, ab 2014 dann auch in der 2. Bundesliga ProA beim FC Baunach, der ebenfalls zum Bamberger Nachwuchsnetzwerk gehört und über den Spieler an den Erstligakader herangeführt werden. Anfang 2015 erhielt er von Bamberg einen Vierjahresvertrag.
Im Mai 2016 gewann er mit Breitengüßbachs U19 den Titel in der Nachwuchs-Basketball-Bundesliga und wurde zum besten Spieler des Finalturniers gekürt. Nach dem Ende der Spielzeit 2017/18, in der mit 12,8 Punkte, 2,6 Rebounds sowie 2,4 Korbvorlagen je Begegnung die besten statistischen Werte seiner Baunacher ProA-Zeit verbucht hatte (zu einem Einsatz in der Bamberger Bundesliga-Mannschaft kam er nicht), verließ er Oberfranken und wechselte zu den RheinStars Köln in die 2. Bundesliga ProB. Er bestritt ein Spiel für Köln und wurde Mitte Oktober 2018 vom FC Schalke 04 (2. Bundesliga ProA) unter Vertrag genommen. Ende November 2018 verließ er die „Königsblauen“ und zog sich aus persönlichen Gründen vorerst aus dem Profibasketball zurück.
Im Sommer 2019 wechselte er erneut zu den RheinStars Köln (mittlerweile 1. Regionalliga). In der wegen der Ausbreitung des Coronavirus SARS-CoV-2 Mitte März 2020 abgebrochenen Saison 2019/20 war Taraš mit 20,8 Punkten je Begegnung bester Korbschütze der Kölner Mannschaft, die das verkürzte Spieljahr auf dem ersten Tabellenrang der 1. Regionalliga West abschloss. Er verließ die Kölner im Sommer 2021, ging zum Studium nach Amsterdam und wurde Mitglied des BC Apollo Amsterdam. Für die Mannschaft erzielte er in der Saison 2021/22 in der niederländisch-belgischen Liga BNXT im Schnitt 14,8 Punkte je Begegnung.

### Nationalmannschaft
Taraš fuhr mit der deutschen U16-Nationalmannschaft zur EM 2013 nach Kiew und mit der U18-Nationalmannschaft zur EM 2015 nach Volos.

## Nach der Spielerlaufbahn
Der studierte Wirtschaftswissenschaftler wurde im Sommer 2025 bei der Betriebsgesellschaft der RheinStars Köln (RheinStars Basketball GmbH) als Geschäftsführer mit Aufgabenbereich Finanzen und Organisation tätig, nachdem er zuvor für ein Finanzunternehmen gearbeitet hatte.